# 15785 de Villegas
A 15785 de Villegas (ideiglenes jelöléssel 1993 QO3) a Naprendszer kisbolygóövében található aszteroida. Eric Walter Elst fedezte fel 1993. augusztus 18-án.